# Xã Graham, Quận Jefferson, Indiana
Xã Graham (tiếng Anh: Graham Township) là một xã thuộc quận Jefferson, tiểu bang Indiana, Hoa Kỳ. Năm 2010, dân số của xã này là 1.668 người.